# Panzhou
Panzhou (en chino, 盘州; pinyin, Pánzhōu) es un municipio bajo la administración directa de la Prefectura Liupanshui en la Provincia de Guizhou, República Popular China.  Su área es de 4040 km² y su población total para 2020 superó el millón de habitantes.

## Administración
Desde julio de 2020, el municipio Panzhou se divide en 27 pueblos que se administran en 6 subdistritos, 14  poblados y 7 villas étnicas. 

## Toponimia e historia
El topónimo "Pan" (盘)  aparece en  1909 cuando se elimina el Salón Pu'an (普安厅) y se crea el Salón Panzhou (盘州厅). El establecimiento como ente independiente de Pan comenzó en el segundo año de la República de China (1913) con la creación del Condado Pan (盘县), antes de eso, pertenecía a condados vecinos.
En cuanto al nombre "Pan" hay dos teorías; se dice que deriva de la montaña Panding (盘钉山) cuando colocaron guardias de Pu'an a los pies de la montaña. La otra indica que es debido al terreno, la sede del condado está rodeada de montañas por todos lados y tiene una forma plana como una plato (盘 Pan 'plato') , de ahí su nombre.
En abril de 2017, el Ministerio de Asuntos Civiles de la República acordó abolir el condado Pan y establecer el Municipio Panzhou. "Zhou" (州) es un memorial a las divisiones administrativas y políticas históricas de China y significa 'terreno administrado'.